# 約貝河
12°39′06″N 10°38′50″E / 12.65167°N 10.64722°E

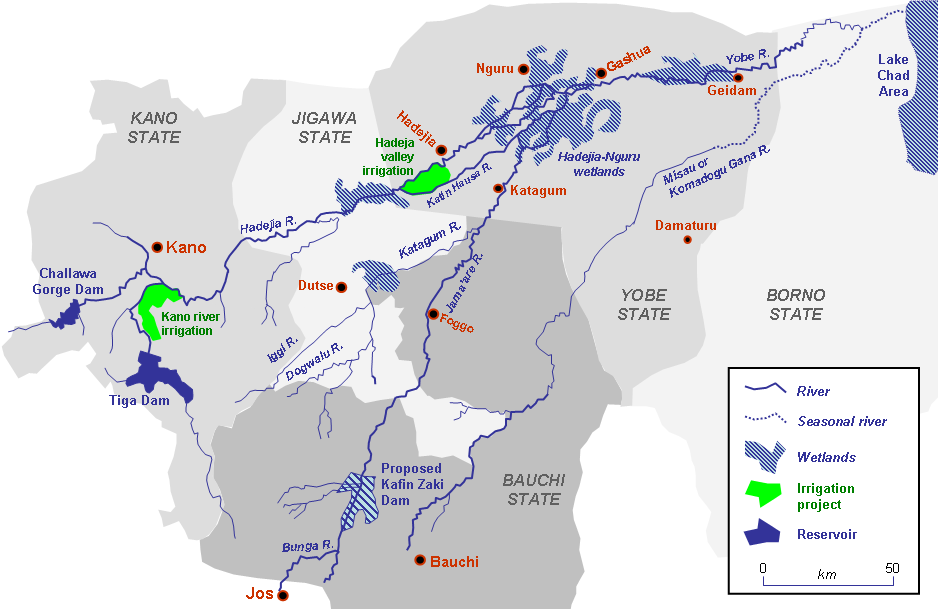

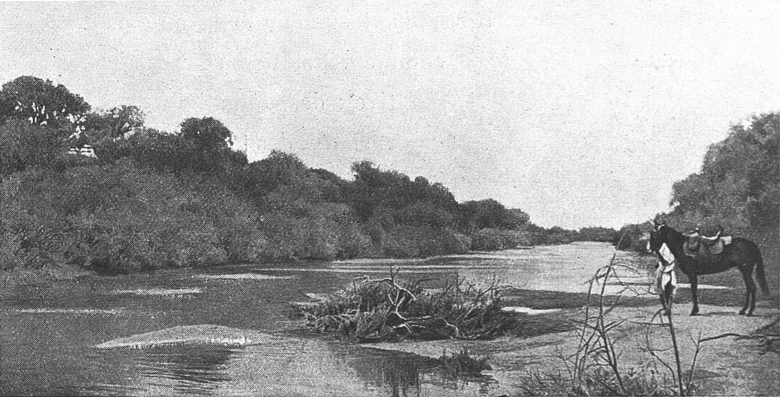

約貝河是非洲中西部的河流，位於尼日爾和尼日利亞接壤的邊境，該河流最終注入乍得湖，河道全長1,200公里，流域面積115,000平方公里。